# University College in Dänemark
University Colleges (dänisch "Professionshøjskole", also "Berufshochschule") sind tertiäre Bildungseinrichtungen mit Hochschulstatus in Dänemark unterhalb des Universitätsniveaus. An den landesweit zehn University Colleges studieren ca. 70.000 Studenten mit dem Schwerpunkt in Ingenieurwissenschaften, Sozialwesen, Krankenpflege und Pädagogik. Die Studiengänge dauern, einschließlich Praktika, drei bis viereinhalb Jahre und sind anwendungsbezogen.
Es gibt folgende University Colleges:
- Metropolitan University College (Metropol)
- University College Capital
- University College Nordjütland
- University College West
- University College Kleiner Belt
- University College Seeland
- University College Süd
- VIA University College